# Blaženka Arnič-Lemež
Blaženka Arnič-Lemež (* 22. Januar 1947) ist eine slowenische Pianistin und Komponistin.

## Leben
Ihr Vater war der Komponist und Musikpädagoge Blaž Arnič (1901–1970). Sie studierte englische und russische Philologie und Literaturwissenschaften an der Universität von Ljubljana. Im Jahr 1976 legte sie die Meisterprüfung im Fach Klavier ab. 1979 schloss sie ein Postgraduierten-Klavierstudium in Leningrad ab. Sie unterrichtete Klavier an der Musikhochschule von Ljubljana und an der Musikakademie. Von 1983 bis 1990 studierte sie in Wien Komposition bei Heinrich Gattermeyer. Sie lebt und arbeitet in Wien, wo sie als Professorin für Klavier und Komposition an der Wiener Musikhochschule tätig war.

## Werke
Ihr kompositorisches Schaffen umfasst: Vokal-, Instrumental-, Vokal-Instrumental-, Solo-, Kammer- und Orchestermusik sowie Filmmusik. In ihrem Werk verbindet sie Elemente der slowenischen Volksmusik mit modernen Techniken des Musizierens wie Dodekaphonie und Serialismus.